# گردشگر (فیلم ۱۹۲۵)
گردشگر (انگلیسی: The Tourist) یک فیلم به کارگردانی راسکو آرباکل است که در سال ۱۹۲۵ منتشر شد. از بازیگران آن می‌توان به جانی آرتور اشاره کرد.